# FIFPro
Fédération Internationale des Associations de Footballeurs Professionnels, cunoscută în general ca FIFPro, este o organizație internațională pentru jucători profesioniști de fotbal. Cu sediul în Hoofddorp, Olanda, în prezent ea reprezintă 65.000 de fotbaliști profesioniști din lumea întreagă, și are ca membri afiliați 55 de asociații naționale de fotbal. Suplimentar, în prezent există trei membri candidați de a adera și șapte observatori.

## Conducere
Consiliul de conducere actual:
Președinte: Phillipe Piat (UNFP, Franța)
Secretar general: Theo van Seggelen (Olanda)
Vice-președinți: Rinaldo Martorelli (Fenapaf/Sapesp, Brazilia), Brendan Schwab (PFA, Australia), Luis Rubiales (AFE, Spania)
Membrii consiliului Bobby Barnes (PAA, Anglia), Louis Everard (VVCS, Olanda), Rinaldo Martorelli (Fenapaf/Sapesp, Brazilia), David Mayébi, (AFC, Cameroon), Mads Øland, (Spillerforeningen, Danemarca), Fernando Revilla (SAFAP, Peru), Luis Rubiales (AFE, Spania), Brendan Schwab (PFA, Australia), Dejan Stefanovic (SPINS, Slovenia), Leonardo Grosso (AIC, Italia)
În 1998, pentru prima dată în istoria FIFPro, membrii consiliului au fost aleși la Adunarea Generală.

## Membri

### Membri permanenți
| - Africa de Sud - Anglia - Argentina - Australia - Austria - Belgia - Bolivia - Brazilia - Bulgaria - Camerun - Cehia - Chile - Cipru - Columbia - RD Congo - Costa Rica - Côte d'Ivoire - Croația - Danemarca - Ecuador - Egipt - Elveția - Finlanda - Franța - Ghana - Grecia - India - Indonezia - Irlanda - Italia | - Japonia - Malaezia - Muntenegro - Maroc - Namibia - Norvegia - Noua Zeelandă - Olanda - Pakistan - Paraguay - Peru - Polonia - România - Rusia - Scoția - Serbia - Slovenia - Spania - Statele Unite - Suedia - Ucraina - Ungaria - Uruguay |

### Candidați
| - Guatemala - Malta - Venezuela |

### Observatori
| - Botswana - China - Georgia - Kazahstan | - Coreea de Sud - Tunisia |

## FIFPro World XI
Începând cu 2005, în fiecare an FIFPro invită toți fotbaliștii profesioniști din lume să alcătuiască cea mai bună echipă din lume. Fiecare jucător este rugat să prezinte un portar, patru fundași, trei mijlocași și trei atacanți.
În 2009 federația s-a asociat cu FIFA și numele echipei s-a schimbat în FIFA FIFPro World XI. În fiecare an cei 11 fotbaliști din lotul de elită sunt premiați la FIFA World Player Gala.
Între 2005 și 2008, FIFPro de asemenea ancheta fotbaliștii să aleagă Fotbalistul Anului. Din 2009 încoace, alegerea Fotbalistului Anului FIFPro a fost fuzionată cu FIFA World Player of the Year și cu France Football’s Ballon d’Or într-o singură selecție.

### Câștigători
Jucătorii marcați cu aldin au câștigat Ballon d'Or sau FIFA Ballon d'Or în anul respectiv.
| Sezon | portar                        | Fundași | Mijlocași                                                                                              | Atacanți                                                                                               |
| ----- | ----------------------------- | --- | --- | --- |
| 2005  | Dida (Milan)                  | Cafu (Milan) John Terry (Chelsea) Alessandro Nesta (Milan) Paolo Maldini (Milan)                                                       | Ronaldinho (Barcelona) Zinedine Zidane (Real Madrid) Claude Makélélé (Chelsea) Frank Lampard (Chelsea) | Samuel Eto'o (Barcelona) Andriy Shevchenko (Milan)                                                     |
| 2006  | Gianluigi Buffon (Juventus)   | Lilian Thuram (Juventus/Barcelona) John Terry (Chelsea) Fabio Cannavaro (Juventus/Real Madrid) Gianluca Zambrotta (Juventus/Barcelona) | Zinedine Zidane (Real Madrid) Kaká (Milan) Andrea Pirlo (Milan)                                        | Ronaldinho (Barcelona) Samuel Eto'o (Barcelona) Thierry Henry (Arsenal)                                |
| 2007  | Gianluigi Buffon (Juventus)   | Alessandro Nesta (Milan) Fabio Cannavaro (Real Madrid) John Terry (Chelsea) Carles Puyol (Barcelona)                                   | Kaká (Milan) Cristiano Ronaldo (Manchester United) Steven Gerrard (Liverpool)                          | Ronaldinho (Barcelona) Didier Drogba (Chelsea) Lionel Messi (Barcelona)                                |
| 2008  | Iker Casillas (Real Madrid)   | Sergio Ramos (Real Madrid) Carles Puyol (Barcelona) John Terry (Chelsea) Rio Ferdinand (Manchester United)                             | Kaká (Milan) Xavi (Barcelona) Steven Gerrard (Liverpool)                                               | Cristiano Ronaldo (Manchester United) Fernando Torres (Liverpool) Lionel Messi (Barcelona)             |
| 2009  | Iker Casillas (Real Madrid)   | Dani Alves (Barcelona) John Terry (Chelsea) Nemanja Vidic (Manchester United) Patrice Evra (Manchester United)                         | Andrés Iniesta (Barcelona) Xavi (Barcelona) Steven Gerrard (Liverpool)                                 | Cristiano Ronaldo (Manchester United/Real Madrid) Fernando Torres (Liverpool) Lionel Messi (Barcelona) |
| 2010  | Iker Casillas (Real Madrid)   | Maicon (Internazionale) Lúcio (Internazionale) Gerard Piqué (Barcelona) Carles Puyol (Barcelona)                                       | Andrés Iniesta (Barcelona) Xavi (Barcelona) Wesley Sneijder (Internazionale)                           | Cristiano Ronaldo (Real Madrid) David Villa (Valencia/Barcelona) Lionel Messi (Barcelona)              |
| 2011  | Iker Casillas (Real Madrid)   | Sergio Ramos (Real Madrid) Gerard Piqué (Barcelona) Nemanja Vidic (Manchester United) Dani Alves (Barcelona)                           | Andrés Iniesta (Barcelona) Xavi (Barcelona) Xabi Alonso (Real Madrid)                                  | Cristiano Ronaldo (Real Madrid) Wayne Rooney (Manchester United) Lionel Messi (Barcelona)              |
| 2012  | Iker Casillas (Real Madrid)   | Sergio Ramos (Real Madrid) Marcelo (Real Madrid) Gerard Piqué (Barcelona) Dani Alves (Barcelona)                                       | Xabi Alonso (Real Madrid) Andrés Iniesta (Barcelona) Xavi (Barcelona)                                  | Lionel Messi (Barcelona) Radamel Falcao (Atlético Madrid) Cristiano Ronaldo (Real Madrid)              |
| 2013  | Manuel Neuer (Bayern München) | Philipp Lahm (Bayern München) Sergio Ramos (Real Madrid) Thiago Silva (Paris Saint-Germain) Dani Alves (Barcelona)                     | Iniesta (Barcelona) Xavi (Barcelona) Franck Ribery (Bayern München)                                    | Cristiano Ronaldo (Real Madrid) Zlatan Ibrahimovic (Paris Saint-Germain) Lionel Messi (Barcelona)      |

### Apariții după jucător
|   | Jucător           | Apariții | Ani                                      | Club(uri)                      |
| - | ----------------- | -------- | ---------------------------------------- | ------------------------------ |
| 1 | Cristiano Ronaldo | 7        | 2007, 2008, 2009, 2010, 2011, 2012, 2013 | Manchester United, Real Madrid |
| 1 | Lionel Messi      | 7        | 2007, 2008, 2009, 2010, 2011, 2012, 2013 | Barcelona                      |
| 3 | Xavi              | 6        | 2008, 2009, 2010, 2011, 2012, 2013       | Barcelona                      |
| 4 | Andrés Iniesta    | 5        | 2009, 2010, 2011, 2012, 2013             | Barcelona                      |
| 4 | Iker Casillas     | 5        | 2008, 2009, 2010, 2011, 2012             | Real Madrid                    |
| 4 | John Terry        | 5        | 2005, 2006, 2007, 2008, 2009             | Chelsea                        |
| 7 | Dani Alves        | 4        | 2009, 2011, 2012, 2013                   | Barcelona                      |
| 7 | Sergio Ramos      | 4        | 2008, 2011, 2012, 2013                   | Real Madrid                    |
| 9 | Steven Gerrard    | 3        | 2007, 2008, 2009                         | Liverpool                      |
| 9 | Kaká              | 3        | 2006, 2007, 2008                         | Milan                          |
| 9 | Gerard Piqué      | 3        | 2010, 2011, 2012                         | Barcelona                      |
| 9 | Carles Puyol      | 3        | 2007, 2008, 2010                         | Barcelona                      |
| 9 | Ronaldinho        | 3        | 2005, 2006, 2007                         | Barcelona                      |

### Apariții după club
|    | Club                | Apariții | Jucător(i) |
| -- | ------------------- | -------- | --- |
| 1  | Barcelona           | 36       | Messi (7), Xavi (6), Iniesta (5), Alves (4), Piqué, Puyol, Ronaldinho (3), Eto'o (2), Thuram, Villa, Zambrotta (1) |
| 2  | Real Madrid         | 19       | Ronaldo(5), Casillas (5), Ramos (4), Alonso, Cannavaro, Zidane (2), Marcelo (1)                                    |
| 3  | Milan               | 10       | Kaká (3), Nesta (2), Cafu, Dida, Maldini, Pirlo, Shevchenko (1)                                                    |
| 4  | Chelsea             | 8        | Terry (5), Drogba, Lampard, Makélélé (1)                                                                           |
| 4  | Manchester United   | 8        | Ronaldo (3), Vidic (2), Evra, Ferdinand, Rooney (1)                                                                |
| 6  | Juventus            | 5        | Buffon (2), Cannavaro, Thuram, Zambrotta (1)                                                                       |
| 6  | Liverpool           | 5        | Gerrard (3), Torres (2)                                                                                            |
| 8  | Bayern München      | 3        | Lahm, Neuer, Ribéry (1)                                                                                            |
| 8  | Internazionale      | 3        | Lúcio, Maicon, Sneijder (1)                                                                                        |
| 10 | Paris Saint-Germain | 2        | Ibrahimovic, Silva (1)                                                                                             |

### Apariții după naționalitate
|   | Nation     | Apariții | Jucător(i)                                                                                  |
| - | ---------- | -------- | ------------------------------------------------------------------------------------------- |
| 1 | Spania     | 31       | Xavi (6), Casillas, Iniesta (5), Ramos (4), Piqué, Puyol (3), Alonso, Torres (2), Villa (1) |
| 2 | Brazilia   | 16       | Alves (4), Kaká, Ronaldinho (3), Cafu, Dida, Lúcio, Maicon, Marcelo, Silva (1)              |
| 3 | Anglia     | 11       | Terry (5), Gerrard (3), Ferdinand, Lampard, Rooney (1)                                      |
| 4 | Italia     | 9        | Cannavaro, Nesta (2), Maldini, Pirlo, Zambrotta (1)                                         |
| 5 | Argentina  | 7        | Messi (7)                                                                                   |
| 5 | Franța     | 7        | Zidane (2), Evra, Henry, Makélélé, Ribéry, Thuram (1)                                       |
| 5 | Portugalia | 7        | Ronaldo (7)                                                                                 |
| 8 | Camerun    | 2        | Eto'o (2)                                                                                   |
| 8 | Germania   | 2        | Lahm, Neuer (1)                                                                             |
| 8 | Serbia     | 2        | Vidic (2)                                                                                   |

## World Player of the Year
| Sezon | Jucător           | Echipa            |
| ----- | ----------------- | ----------------- |
| 2006  | Ronaldinho        | Barcelona         |
| 2006  | Ronaldinho        | Barcelona         |
| 2007  | Kaká              | Milan             |
| 2008  | Cristiano Ronaldo | Manchester United |

- FIFPro a acordat acest premiu între 2005–2008, din 2009 el fiind fuzionat cu FIFA Player of the Year (convertit în FIFA Ballon d'Or în 2010).